# Txetxu Rojo
José Francisco Rojo Arroita, más conocido como Txetxu Rojo, Chechu Rojo o Rojo I (Bilbao, 28 de enero de 1947-23 de diciembre de 2022), fue un futbolista y entrenador español. Jugaba de extremo izquierdo y su único equipo fue el Athletic Club.
Era hermano del también jugador de fútbol José Ángel Rojo.

## Trayectoria

### Como jugador
Natural del barrio bilbaíno de Begoña, su primer equipo fue el Firestone, al que llegó con 14 años. Desde allí llegó a la cantera del Athletic Club, donde logró la Copa juvenil en 1965. En la temporada siguiente se incorporó al primer equipo del Athletic Club, aunque también jugó varios partidos con el Bilbao Athletic. Debutó en Primera División, el 26 de septiembre de 1965, ante el Córdoba CF (1-0) a las órdenes de Piru Gainza. En el equipo vasco se convirtió en un jugador referente en el extremo izquierdo, formando una línea de ataque muy popular al lado de Argoitia, Uriarte, Arieta II y Clemente, con la que logró la Copa de 1969. Con el paso de las temporadas, esa línea ofensiva fue desapareciendo y fueron llegando nuevos integrantes como Dani, Carlos y Churruca, pero Rojo continuó siendo titular hasta 1982 (con el propio Clemente ya como entrenador). Se retiró con 541 partidos a sus espaldas, segundo del club tras Iribar, 67 goles y dos títulos de Copa. Además, logró el subcampeonato de Copa de la UEFA en 1977 y de Liga en 1970, así como tres subcampeonatos de Copa. El Athletic celebró un partido de homenaje en su honor, poco antes de su retirada, jugando contra la selección de Inglaterra en marzo de 1982.

#### Selección nacional
Fue internacional con la selección de fútbol de España en 18 ocasiones. Su debut como jugador de la selección española tuvo lugar el 26 de marzo de 1969, en el partido España 1 - 0 Suiza. El 15 de noviembre de 1978 jugó su último partido ante Rumanía (1-0). Marcó un total de tres goles con la selección.
También jugó en la selección de Euskadi algunos partidos amistosos.

### Como entrenador
En 1982 inició su carrera como entrenador en las categorías inferiores del Athletic Club. En la campaña 1986-87 dirigió al Bilbao Athletic, en Segunda División. De cara a la temporada 1987-88 fue el ayudante de Howard Kendall en el primer equipo bilbaíno, haciéndose cargo del equipo gran parte de la campaña 1989-90.
En enero de 1991 se hizo cargo del Celta de Vigo, donde permaneció hasta el fin de la temporada 1993-94, habiendo logrado un ascenso a Primera División en 1992 y un subcampeonato de Copa en 1994. En las siguientes cuatro temporadas pasó, sin demasiado éxito, por Osasuna, Lleida y Salamanca. En la campaña 1998-99 se incorporó al Real Zaragoza, logrando un cuarto puesto en Liga en la temporada 1999-00. En el equipo dirigido por Rojo se revalorizó Savo Milošević, que fue el gran goleador del equipo en esas dos temporadas.
De cara a la temporada 2000-01, gracias a su buen papel en el club maño, regresó al Athletic Club tras la marcha de Luis Fernández. Volvió a Zaragoza, tras no haber logrado tener éxito en el equipo bilbaíno, aunque fue cesado en enero de 2002.
En la temporada 2003-04 fue el cuarto entrenador del Rayo Vallecano (su último club como entrenador), que acabó descendiendo de categoría.

## Clubes

### Como jugador
| Club            | País   | Año       |
| --------------- | ------ | --------- |
| Bilbao Athletic | España | 1965      |
| Athletic Club   | España | 1965-1982 |

### Como entrenador
| Club                      | País   | Año       |
| ------------------------- | ------ | --------- |
| Bilbao Athletic           | España | 1986-1987 |
| Athletic Club             | España | 1989-1990 |
| Real Club Celta de Vigo   | España | 1991-1994 |
| Club Atlético Osasuna     | España | 1994-1995 |
| Unió Esportiva Lleida     | España | 1996-1997 |
| Unión Deportiva Salamanca | España | 1997-1998 |
| Real Zaragoza             | España | 1998-2000 |
| Athletic Club             | España | 2000-2001 |
| Real Zaragoza             | España | 2001-2002 |
| Rayo Vallecano            | España | 2004      |

## Palmarés

### Como jugador
| Título                | Club          | País   | Año  |
| --------------------- | ------------- | ------ | ---- |
| Copa del Generalísimo | Athletic Club | España | 1969 |
| Copa del Generalísimo | Athletic Club | España | 1973 |

### Como entrenador
- Campeón de Segunda División de España: 1991/1992